# Cholestase

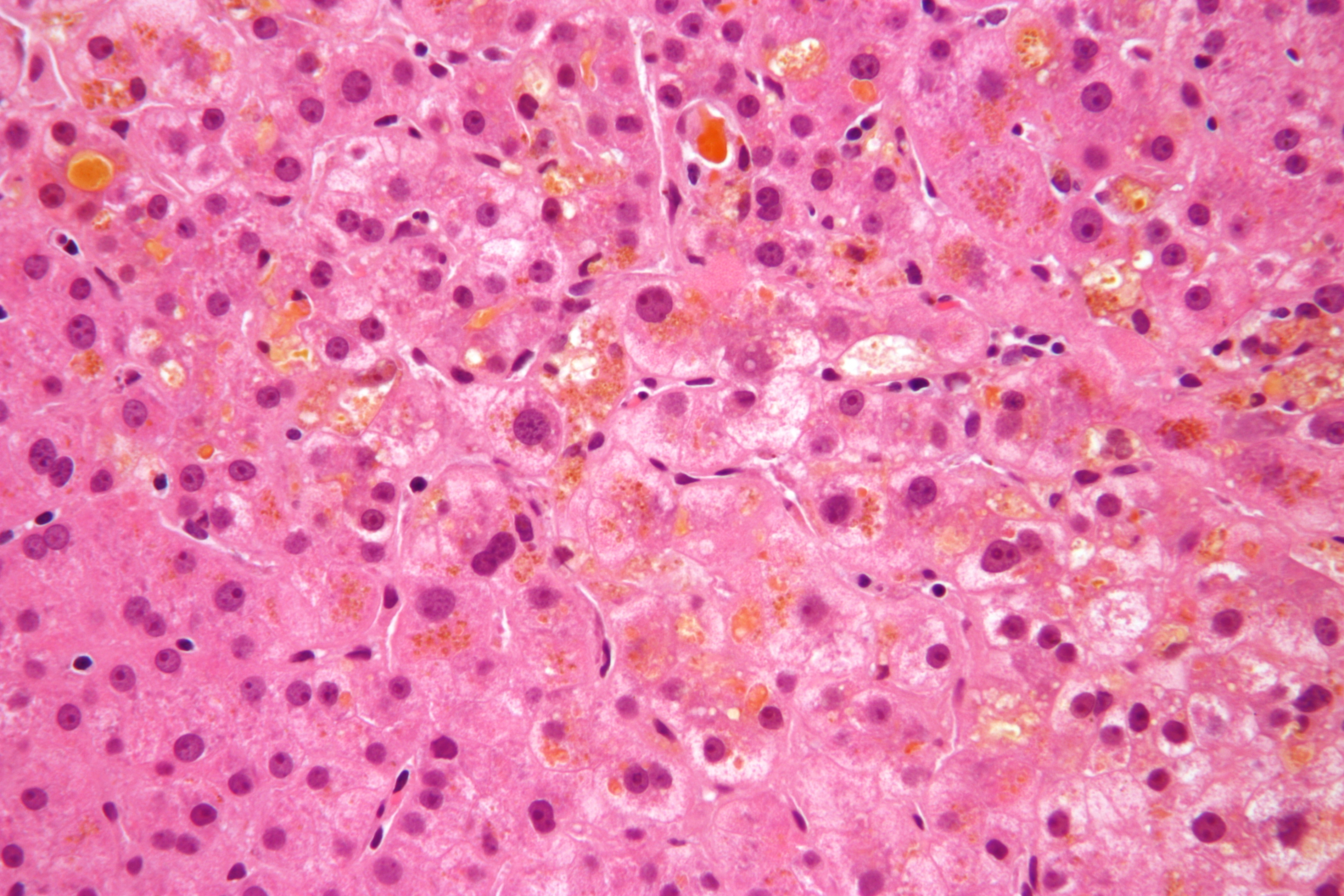
Mikrofoto einer Gallenstauung (Leberbiopsie, HE-Färbung).

Cholestase (Gallestauung, zusammengesetzt aus Galle (gr. χολή cholé) und Stauung (gr. στάσις stase)) bezeichnet den Rückstau von Bilirubin, Gallensäuren und anderen Gallenbestandteilen durch verminderten oder fehlenden Abfluss von Galle in den Darm.

## Formen

### Extrahepatisch
Bei einer extrahepatischen Cholestase liegt in den meisten Fällen eine mechanische Behinderung in den Gallenwegen durch Steine, Tumoren oder narbige Einziehungen vor.

### Intrahepatisch
Virushepatitiden, Hämangiome, Arzneimittel, Schwangerschaft oder Giftstoffe können Ursache einer intrahepatischen Cholestase sein.

### Beim Neugeborenen
Bei sehr hohem Bilirubinaufkommen, z. B. bei Blutgruppenunverträglichkeit, können sich Gallethromben entwickeln mit einem intrahepatischen Gallenstau unter dem Bild eines Verschlussikterus. In der Regel handelt es sich um einen reversiblen Zustand, in seltenen Fällen kann aber eine operative Revision erforderlich werden.
Dies wurde früher auch als Syndrom der eingedickten Galle, Gallenpfropfsyndrom, Gross-Ladd-Syndrom oder lateinisch Icterus neonatorum gravis bezeichnet.

## Symptomatik
Das klinische Leitsymptom ist eine zunehmende posthepatische Gelbsucht mit unterschiedlicher Ausprägung in Abhängigkeit von Ausmaß und Ausprägung der Abflussbehinderung sowie blasser Stuhl. Hinzu kommen Müdigkeit, Appetitlosigkeit, Juckreiz und Übelkeit. Die übrige Symptomatik hängt von der auslösenden Ursache ab. Akute kolikartige Schmerzen sind ein Hinweis auf eingeklemmte Gallensteine.

## Diagnostik
Sonographisch erscheinen bei einer extrahepatischen Cholestase die intrahepatischen Gallengänge erweitert. Die intrahepatischen Gallengänge verlaufen parallel zu den Aufzweigungen der Pfortader und sind bei einem Normalbefund sonographisch nicht sichtbar. Bei einem Rückstau der Galle in die Leber werden jedoch parallel zu den Pfortadervenen auch die Gallengänge sichtbar. Man bezeichnet dieses sonographische Bild in der Leber als „Doppelflintenphänomen“.
Eine Labordiagnostik ist unter Umständen zur Diagnosesicherung zu erwägen. Ein erhöhter Wert der alkalischen Phosphatase ist der empfindlichste Indikator für eine Cholestase.